# Oliver Brüstle
Oliver Brüstle (* 7. Oktober 1962 in Biberach an der Riß) ist ein deutscher Neuropathologe und Stammzellforscher.

## Leben
Nach dem Abitur in Biberach studierte Brüstle von 1982 bis 1989 Humanmedizin in Ulm. Nach der Promotion im Jahre 1989 wechselte Brüstle für zwei Jahre an das Institut für Neuropathologie der Universität Zürich, anschließend bis 1993 an die Neurochirurgische Klinik der Universität Erlangen-Nürnberg. Von 1993 bis 1997 arbeitete Oliver Brüstle in der Stammzellforschung am National Institute of Neurological Disorders and Stroke, Bethesda, in den USA. Brüstle ist Facharzt für Neuropathologie. 1999 habilitierte er sich mit der Arbeit Plastizität und rekonstruktives Potential neuraler Vorläuferzellen an der Universität Bonn. Nachdem er von 1997 bis 2002 als Arbeitsgruppenleiter am Institut für Neuropathologie der Universität Bonn tätig gewesen war, wurde er 2002 an den neu eingerichteten Lehrstuhl für Rekonstruktive Neurobiologie der Universität Bonn berufen. Brüstle ist Wissenschaftlicher Direktor der LIFE & BRAIN GmbH sowie Vorstandsvorsitzender des Kompetenznetzwerks Stammzellforschung NRW. Brüstle ist verheiratet und hat vier Kinder.

## Forschungstätigkeit
Als erster Forscher in Deutschland beantragte Brüstle 2000 Fördermittel für die Forschung an embryonalen Stammzellen bei der Deutschen Forschungsgemeinschaft (DFG) und löste damit eine ethische Debatte aus, die zwischenzeitlich dazu führte, dass die Forscher unter Polizeischutz gestellt wurden, und die 2002 schließlich in die Verabschiedung des Stammzellgesetzes mündete, welches die Forschung an menschlichen embryonalen Stammzellen unter bestimmten Bedingungen gestattet. Nach Inkrafttreten dieses Gesetzes und der Genehmigung durch die Zentrale Ethikkommission für Stammzellforschung beim Robert Koch-Institut (RKI) importierte Brüstle vier Stammzelllinien aus Israel. Seine aktuellen Forschungsschwerpunkte umfassen die Zellreprogrammierung und die Gewinnung von Gehirn- und Rückenmarkszellen aus pluripotenten Stammzellen sowie deren Nutzung für Krankheitsforschung, Wirkstoffentwicklung und Zelltherapie.

## Brüstle-Urteil
Über den medizinischen Forschungsbereich hinaus bekannt wurde Brüstle, als er ein Patent zur Gewinnung neuraler Vorläuferzellen aus embryonalen Stammzellen erreichte. Das Patent wurde jedoch – auf Betreiben von Greenpeace – am 18. Oktober 2011 durch den Europäischen Gerichtshof (EuGH) für unzulässig erklärt (Rechtssache: C-34/10).

## Ehrungen
Im Jahr 2000 erhielt Oliver Brüstle den Benningsen-Förder-Preis und 2004 den X.O Award, der von Hennessy gemeinsam mit der Financial Times Deutschland vergeben wird. Seit 2009 ist Brüstle Mitglied der Leopoldina, seit 2014 Mitglied der EMBO.